# Porvoo
Porvoo (în suedeză Borgå) este un municipiu în Finlanda. Aici a fost semnat în 1994 tratatul care a dat naștere la o comuniune de Biserici: Bisericile Porvoo